# Лиллиенгофка
Лиллиенгофка — деревня в Первомайском районе Томской области России. Входит в состав Куяновского сельского поселения. Население 7 чел. (2021) .

## История
Основана в 1905 г. В 1926 году состояла из 95 хозяйств, основное население — эсты. В составе Медодатского сельсовета Зачулымского района Томского округа Сибирского края.
Согласно Закону Томской области от 10 сентября 2004 года № 204-ОЗ "О наделении статусом муниципального района, сельского поселения и установлении границ муниципальных образований на территории Первомайского района деревня вошла в состав Куяновского сельского поселения.

## Население
| 1926 | 2002 | 2010 | 2012 | 2013 | 2014 | 2015 | 2021 |
| ---- | ---- | ---- | ---- | ---- | ---- | ---- | ---- |
| 347  | ↘54  | ↘29  | →29  | ↘28  | ↘27  | →27  | ↘7   |